# Лозанівська волость
Лозанівська волость — історична адміністративно-територіальна одиниця Черкаського повіту Київської губернії з центром у селі Лозанівка.
Станом на 1886 рік — складалася з 3 поселень, 4 сільських громад. Населення — 3574 особи (1683 чоловічої статі та 1891 — жіночої), 765 дворових господарств.
|                     | Площа, десятин | У тому числі орної, десятин |
| ------------------- | -------------- | --------------------------- |
| Сільських громад    | 2454           | 2092                        |
| Приватної власності | 4960           | 3819                        |
| Іншої власності     | 355            | 130                         |
| Загалом             | 7769           | 6041                        |

Основне поселення волості:
- Лозанівка — колишнє власницьке село при річці Гнилий Ташлик за 45 верст від повітового міста, 1468 осіб, 310 дворів, православна церква, школа, 3 постоялих будинки, 3 водяних млини, винокурний завод.
- Райгород — колишнє власницьке село при річці Тясмин, 1040 осіб, 280 дворів, православна церква, школа, 3 постоялих будинки, 4 лавки, водяний млин, бурякоцукровий завод.
- Сердюківка — колишнє власницьке село, 725 осіб, 175 дворів, православна церква, школа, постоялий двір, постоялий будинок.

Наприкінці ХІХ ст. волость було ліквідовано, поселення увійшли до складу Ташлицької (Лозанівка, Сердюківка) та Прусянської (Райгород) волостей.